# Vincent C. Müller
Vincent C. Müller ist ein deutscher Philosoph und Hochschullehrer.

## Leben
Müller ist Alexander-von-Humboldt-Professor für Ethik und Philosophie der KI an der Friedrich-Alexander-Universität Erlangen-Nürnberg, Turing Fellow am Alan Turing Institute und Präsident der European Association for Cognitive Systems. Müller studierte an den Universitäten Marburg, Hamburg, London und Oxford. Er war Stanley J. Seeger Fellow an der Princeton University, James Martin Research Fellow an der University of Oxford und Professor an der Technischen Universität Eindhoven.